# Nossa Senhora da Graça (Santiago)

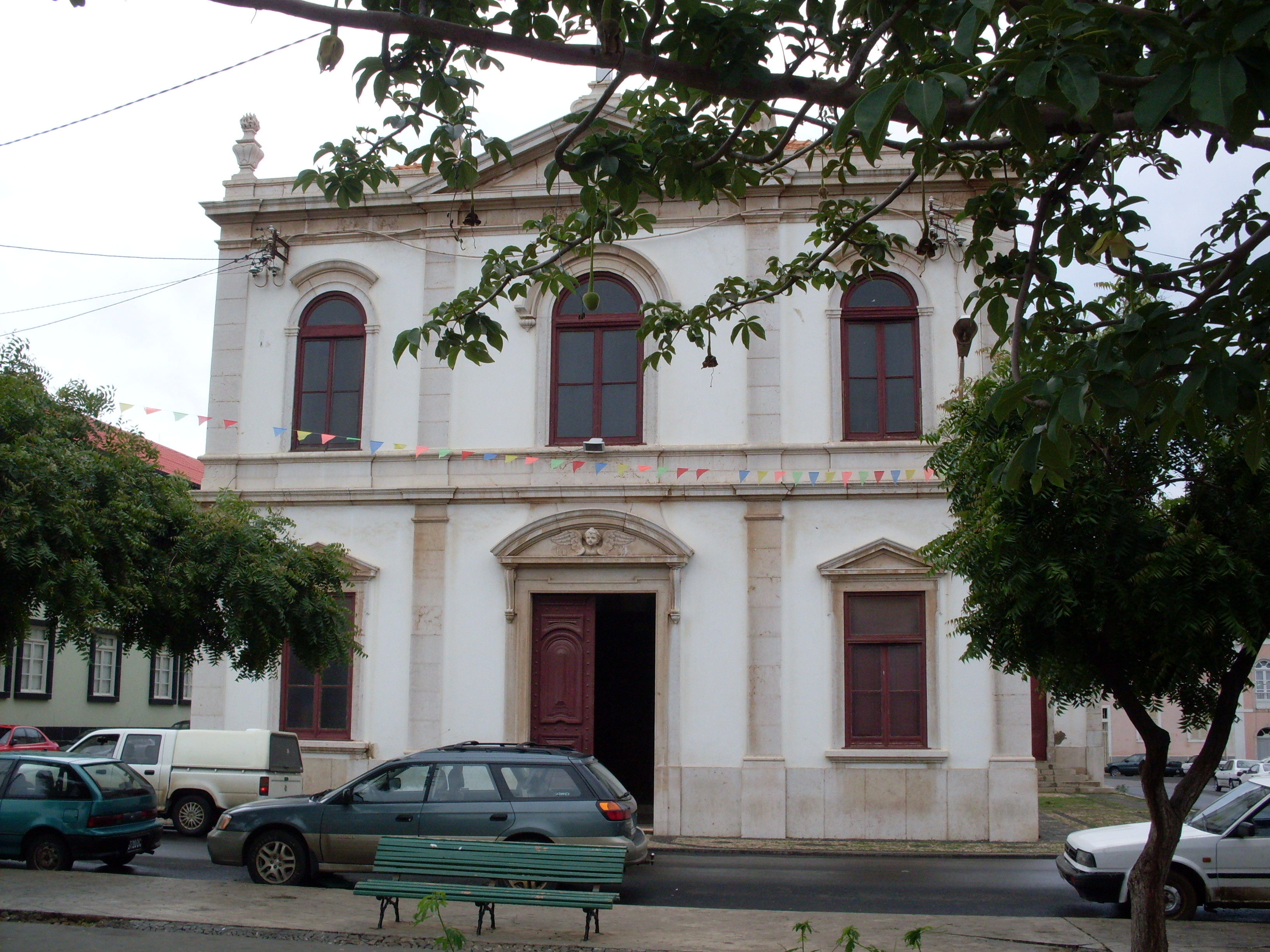
Igreja de Nossa Senhora da Graça, na Praia.

Nossa Senhora da Graça é uma freguesia de Cabo Verde. Pertence ao concelho da Praia e à ilha de Santiago. A sua área coincide com a Paróquia de Nossa Senhora da Graça, e o feriado religioso é celebrado a 15 de agosto, dia da Assunção da Virgem Maria. 

## Património
- Farol de D. Maria Pia